# جورج جبريل
جورج جبريل (بالإنجليزية: George Gabriel)‏ هو مغني أمريكي، ولد في 22 أبريل 1971.

## وصلات خارجية
- جورج جبريل على موقع ميوزك برينز (الإنجليزية)
- جورج جبريل على موقع ديسكوغز (الإنجليزية)